# Onuris hatcheriana
Onuris hatcheriana là một loài thực vật có hoa trong họ Cải. Loài này được (Gilg ex Macloskie) Gilg & Muschl. mô tả khoa học đầu tiên.